# Sonam Dechen Wangchuck

La princesse Ashi Sonam Dechen Wangchuck née le 5 août 1981 est une princesse du Bhoutan . Elle est la fille du roi Jigme Singye Wangchuck et de son épouse, la reine mère Ashi Dorji Wangmo Wangchuck. La princesse Ashi Sonam Dechen Wangchuck est la demi-sœur de l'actuel monarque, Jigme Khesar Wangchuck.

## Biographie
La princesse Sonam Dechen fait ses études à Luntenzampa Middle Secondary School et Yangchenphug Higher Secondary School, Choate Rosemary Hall, Wallingford (Connecticut).
Sonam est un nom bhoutanais désignant le mérite, la longévité et la bonne fortune.
Elle est titulaire d'un diplôme en relations internationales de l'université Stanford (1999) et d'une maîtrise en droit de la faculté de droit de Harvard (2007). Elle a également été greffière à la Haute Cour royale du Bhoutan. Elle travaille actuellement à la magistrature du royaume du Bhoutan en tant que présidente de l'Institut juridique national du Bhoutan (BNLI).
En 1999, elle obtient un diplôme en relations internationales de l'université Stanford et en 2007, une maîtrise en droit de la faculté de droit de Harvard. Elle a également travaillé pour la Haute Cour royale du Bhoutan. Elle est actuellement présidente de l'Institut juridique national du Bhoutan (NNLI).

## Mariage et descendance
Le 5 avril 2009, elle a épousé un parent éloigné, Dasho Phub W. Dorji (né le 1er janvier 1980) , au palais de Motithang. Son père, Dasho Zepon Wangchuck, est un ancien moine, architecte en chef et chef de projet, et sa mère est Aum Ugyen Dolma. Dasho Phub W. Dorji est titulaire d'une maîtrise en politiques publiques de l'université de Georgetown et d'un BA en administration des affaires et en économie de l'université George-Washington . Il a été directeur de la Banque du Bhoutan. Il travaille actuellement au ministère des Finances.
Le couple a deux enfants
- Dasho Jigme Singye Wangchuck (né le 3 décembre 2009)[7].
- Dasho Jigme Jigten Wangchuck, Tulku Vairotsana (né le 23 août 2013). Reconnu par le 70e Je Khenpo, Jigme Choedra, comme la réincarnation du Grand Lotsawa Vairotsana[8],[9].

## Patronage
- Membre du conseil d'administration de la fondation Tarayana (TF)[10].
- Président honoraire de la faculté de droit Jigme Singye Wangchuck (JSW Law) depuis 2010[11].

## Visites officielles
- 24 octobre 2017 au Japon[12].
- 3 octobre 2022 au Japon[13].

## Titres, styles et distinctions

### Titulature
- Depuis le 5 août 1981: Son Altesse Royale la princesse Ashi Sonam Dechen Wangchuck"[14].

### Distinctions
- Bhutan:
  -  Médaille commémorative du jubilé d'argent du roi Jigme Singye (02/06/1999)[15].
  -  Médaille d'investiture du roi Jigme Khesar (06/11/2008)[15].
  -  Médaille commémorative du centenaire de la monarchie (06/11/2008)[1].
  -  Médaille commémorant le 60e anniversaire du roi Jigme Singye (11/11/2015)[1].

#### Honneurs étrangers
- Tonga:
  -  Médaille d'investiture du roi George Tupou V (royaume des Tonga , 08/01/2008)[16].
  -  Dame grand-croix avec collier de l'ordre royal de la Couronne [DGCCCT] (royaume des Tonga, 08/01/2008)[15].